# Gog und Magog
Gog (hebräisch, Etymologie ungeklärt) ist in der jüdischen Bibel, beim Propheten Ezechiel (Kapitel 38 und 39), der Fürst von Mesech und Thubal und wohnt im Lande Magog. Weiter wird Magog in der Völkertafel als Sohn Jafets und Enkel Noachs genannt. Seine Brüder sind Gomer, Madai, Jawan, Tubal, Meschech und Tiras.
Nach Flavius Josephus könnte es sich um die Skythen gehandelt haben.
Gog und Magog wurden in der christlichen Bibel, im Neuen Testament, zu zwei Völkern, die am jüngsten Tage mit dem Teufel in den Kampf ziehen, jedoch am Ende vom göttlichen Jesus Christus besiegt werden würden (Offb 20,8 ). Das apokalyptische Motiv von Gog und Magog fand seit der Spätantike und dem frühen christlichen Mittelalter weite Verbreitung in Europa und im Nahen Osten und wurde mit verschiedenen Traditionen und Legenden verwoben (unter anderem im Alexanderroman und dem Koran).

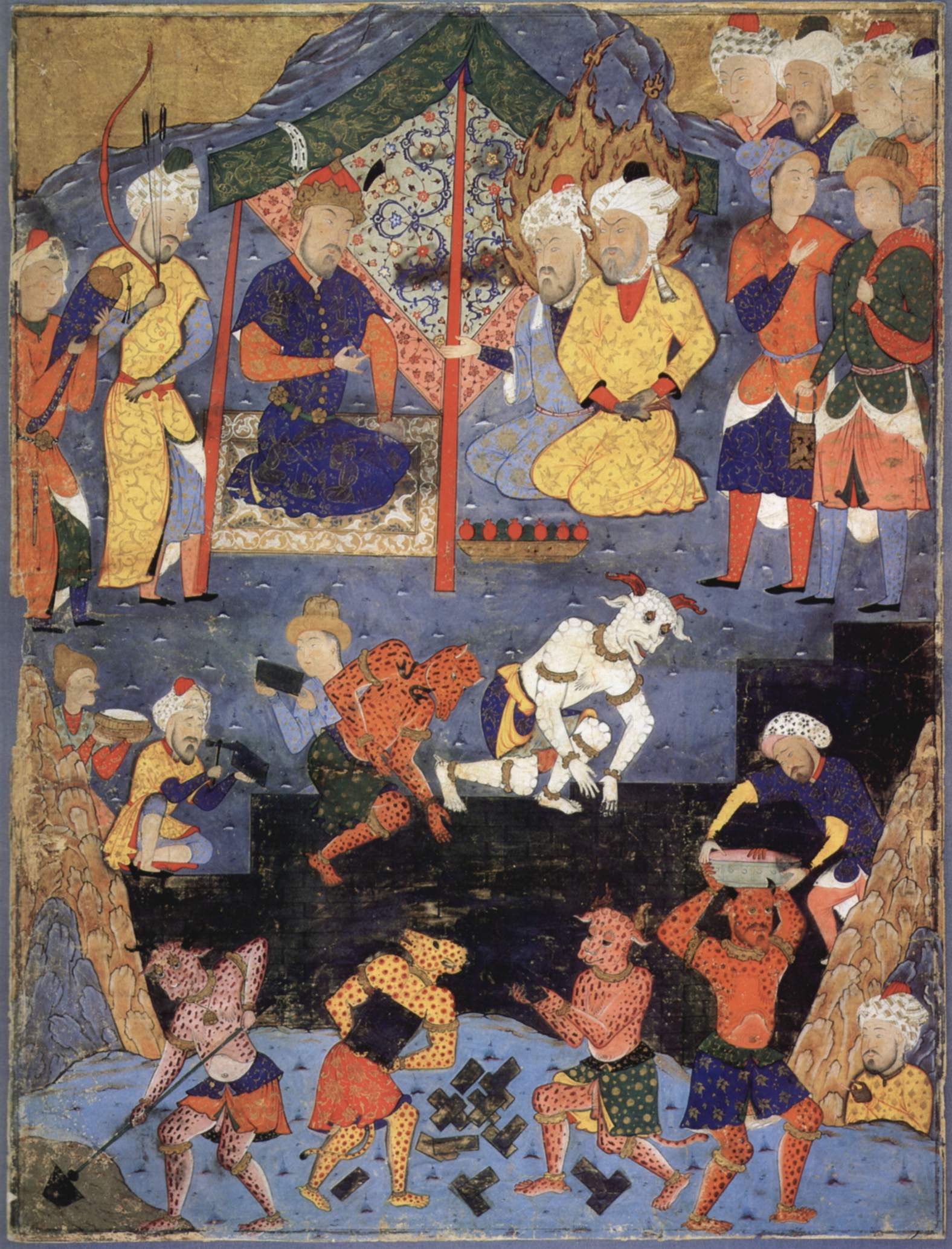
Dhū l-Qarnain baut eine Mauer gegen Gog und Magog (Persische Miniaturmalerei, 16. Jh.)

## Gog und Magog im Islam
Gog und Magog sind im Islam unter dem Namen Yaʾdschūdsch und Maʾdschūdsch (arabisch يأجوج ومأجوج, DMG Yaʾǧūǧ wa-Maʾǧūǧ) bekannt. Im Koran wird in Sure 18, Verse 83–98 erzählt, wie der Zweigehörnte, der von der islamischen Tradition teilweise mit Alexander dem Großen gleichgesetzt wird, gegen Gog und Magog kämpfte und sie schließlich besiegte, indem er eine Mauer aus Eisen mit Kupfer übergoss. Sie konnten nicht ausbrechen, da sie diese Mauer nicht zerstören konnten. Vor dem jüngsten Tag werden sie die Mauer jedoch durchbrechen und von allen Hügeln auf die Erde strömen.
Die islamische Tradition beschreibt, wie die Gog und Magog nach ihrem Hervortreten alles, was sie an Essbarem und Trinkbarem finden, essen und trinken, so dass nichts mehr übrigbleibt. Nachdem sie Jerusalem erreicht haben, wiegen sie sich in dem Glauben, alles Leben auf der Erde zerstört zu haben. Sodann schießen sie Pfeile in den Himmel, und als diese mit Blut befleckt wieder herabfallen, glauben sie, dass sie auch die Bewohner des Himmels ausgelöscht haben. Auf Fürsprache Jesu schickt Gott daraufhin Würmer herunter, die durch Nasen und Ohren in die Gog und Magog eindringen, sie von innen auffressen und an ihren Nacken wieder herauskommen. Auf diese Weise sterben die Gog und Magog.

## Mittelalterliche Mythen
Der Armenier Step‘annos Orbelean beschreibt in seiner Historia, dass Dhū l-Qarnain die wilden Stämme des Nordens eingeschlossen hatte. Am Ende der Zeiten werden sie jedoch von Gog und Magog befreit, verwüsten die ganze Welt, und der „Sohn der Zerstörung“ wird sich erheben, gefolgt von der Wiederkunft Christi und der Vernichtung der Ungläubigen.
Geoffrey von Monmouth erzählt in der Historia regum Britanniae (Geschichte der Könige Britanniens) (1, 17, um 1136), wie die Insel Britannien von trojanischen Flüchtlingen unter Brutus besiedelt wurde. Corineus, einer seiner Gefolgsleute, wurde der Herrscher von Cornwall, wo es besonders viele Riesen gab. Der scheußlichste davon, Gogmagog, war dreieinhalb Meter groß und so stark, dass er ganze Eichenbäume ausreißen konnte. Als Gogmagog und zwanzig andere Riesen Brutus während eines Gottesdienstes angriffen, ließ er sie töten bis auf Gogmagog, der zu seiner Unterhaltung mit Corineus ringen sollte. Gogmagog brach Corineus drei Rippen, aber dann schleppte ihn dieser an die Küste und warf ihn von den Klippen ins Meer, wo er zerschellte.
Im Mittelalter führten auch die Skandinavier ihre Abstammung auf Magog zurück, der schließlich im Norden wohnte. Da er Vorderasien sehr früh verlassen hatte, war seine Sprache der des Paradieses (Ursprache) noch sehr ähnlich. Nach den Gesta Hungarorum war Magog Fürst von Skythien und der Stammvater der Ungarn.
Nach dem mittelirischen Lebor Gabála Érenn (§ 10) war Magog, der Sohn Jafets, der Stammvater der Völker, die vor den Gaedil nach Irland kamen, nämlich von Partholon, dem Sohn des griechischen Königs Sera, Nemed und den Abkömmlingen der Nemed, Gaileoin, Fir Domnann, Firbolg und der Túatha Dé Danann.

## Kartografische Darstellung

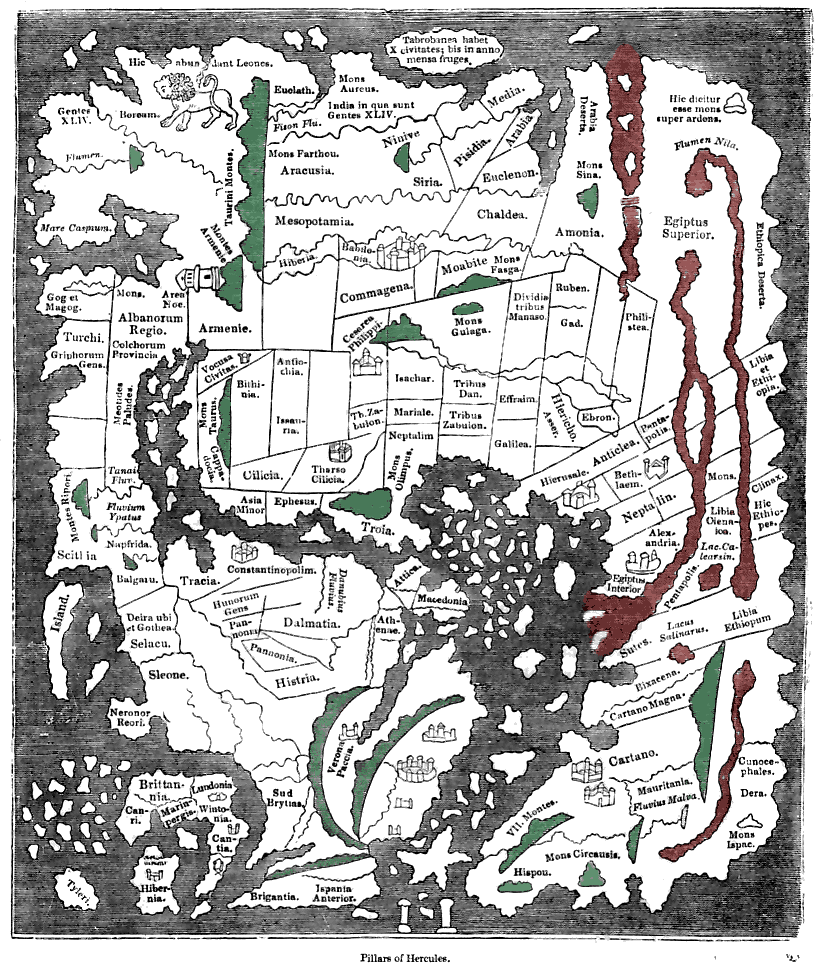
Angelsächsische Weltkarte aus der Cotton-Sammlung, Vorlage ca. 1000, kopiert ca. 1836, koloriert

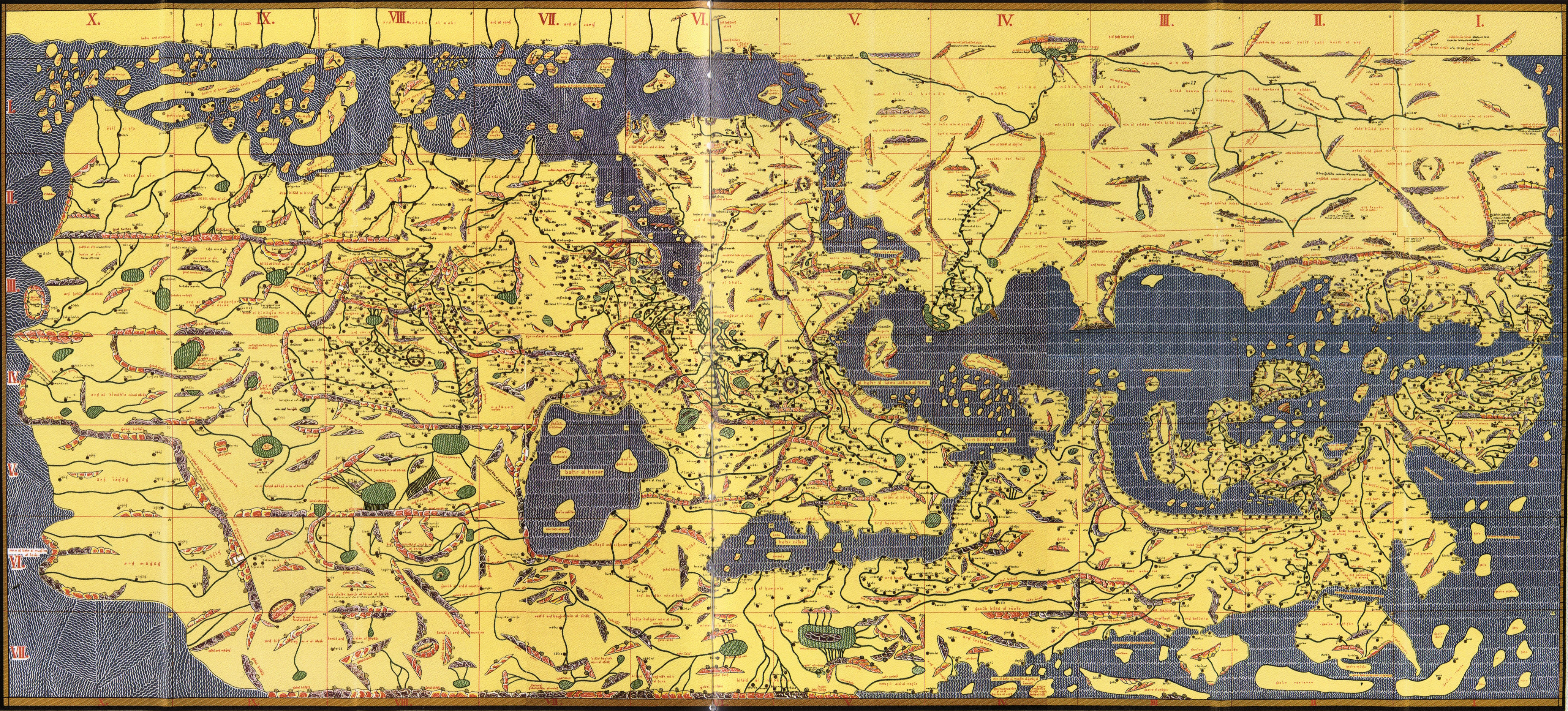
Tabula Rogeriana, 1154 (Rekonstruktion durch Konrad Miller, 1928)

Mit der eher grob-schematischen geosteten angelsächsischen Weltkarte aus der Cotton-Sammlung von ca. 1000 (als neuzeitliche Kopie erhalten) werden Gog und Magog im Nordosten am Rande der bekannten Welt verortet. Ihre Namen finden sich diesseits des Kaspischen Meeres, das auf dieser Karte allerdings als mit dem Arktischen Meer verbunden dargestellt ist. Ähnlich beschreibt auch Marco Polo in seinem Il Milione zwei Länder Gog und Magog in ziemlich genau dieser Region.
Der Sprachforscher Mahmūd al-Kāschgharī stellt in seinem Werk Kompendium der Sprachen der Türken (dīwān lughāt at-turk) eine Karte der Alten Welt in Scheibenform aus dem Jahr 1072, die sich heute im Pera-Museum in Istanbul befindet, die Wüste Taklamakan und den Altai in die Mitte. Die Darstellung ist so gewählt, dass der Osten oben liegt, ähnlich wie auf allen christlichen Karten der Zeit. Im Süden sind Hindustan und Kaschmir neben dem Gebiet von Gog and Magog notiert.
Auf der Tabula Rogeriana aus dem Jahr 1154, die dem Geografen al-Idrisi zugeschrieben wird, findet sich das Land Magog im äußersten Nordosten. Eine Beurteilung der tatsächlichen Vollständigkeit der Darstellung in diesem Bereich ist nur schwer möglich. Eine Gleichsetzung mit dem Reich der Kök-Türken bzw. dem Reich der Mongolen unweit der chinesischen Mauer durch den Kartografen ist denkbar.
Auf der Weltkarte des Pietro Visconte von 1326 liegen Gog und Magog im äußersten Osten der Welt, jenseits von Cathay und China. Auf der Karte des Andrea Bianco von 1436 bewohnen sie eine Halbinsel im äußersten Osten der Welt, gegenüber dem irdischen Paradies. In späteren Karten rücken sie in den Nordosten Asiens, ungefähr in die Gegend der Kamtschatka.
Auf der Karte Geographia sacra von Abraham Ortelius (Theatrum Orbis Terrarum, Antwerpen 1601) ist Magog eine Stadt im nördlichen Mesopotamien, am Fluss Arbonai, der als Nebenfluss des Euphrat dargestellt ist und in der ungefähren Gegend des Orontes liegt, freilich mit umgekehrter Fließrichtung, unweit des Paradieses.

## Gog und Magog in der Kunst
Einer Legende nach sind die Riesen Gog und Magog Wächter der City of London und werden als Figuren bei der jährlichen „Mayor’s Show“, einem Umzug, getragen. Sie stehen als Steinskulpturen am Ausgang der Guild Hall, dem Verwaltungssitz der City of London.
In seiner Erzählung Gone Astray berichtet Charles Dickens, wie er diese Riesen als kleiner Junge wahrnahm. Die Original-Skulpturen, die Dickens beschreibt, wurden allerdings im Zweiten Weltkrieg zerstört.
In Die letzten Tage der Menschheit gibt es in Akt V, Szene 50, einen Dialog zwischen zwei Männern deutscher Herkunft namens Gog und Magog, die der Autor Karl Kraus als „zwei riesenhafte Fettkugeln“ bezeichnet. Sie werden als sehr nationalistisch beschrieben.
Martin Buber publizierte 1941 in der Zeitung Davar eine historische Novelle Gog und Magog, die 1945 unter dem englischen Titel For the Sake of Heaven erschien und in welcher der chassidische Rabbiner Jaakow Jizchak von Przysucha als Protagonist erscheint.
Gog und Magog erscheinen auch im Roman Die toten Seelen von Nikolai Gogol. Sobakewitsch, ein Verkäufer toter Seelen, vergleicht den Gouverneur und den Vizegouverneur mit Gog und Magog: „Geben Sie ihm nur ein Messer und stellen Sie Ihn an der Poststraße auf, und er wird Ihnen den Hals abschneiden, wegen einer einzigen Kopeke den Hals abschneiden! Er und der Vizegouverneur, das sind Gog und Magog!“
In der Science-Fiction-Serie Andromeda existiert eine zerstörerische Spezies namens Magog.
Auf dem Album Foxtrot der Gruppe Genesis, dem 6. Teil des Stückes Supper’s Ready, Apocalypse in 9/8 (Co-Starring the Delicious Talents of Gabble Ratchet), werden die „Wachen von Magog“ zitiert, nach Interpretation des Textes eine Anspielung auf die Offenbarung des Johannes. Auch Peter Hammill nahm für sein 1974 erschienenes Album In Camera die zusammenhängenden Stücke Gog und Magog auf; ersteres war später auch im Live-Repertoire seiner Band Van der Graaf Generator zu finden.